# Coppa del Baltico 1929
L'edizione 1929 della Coppa del Baltico fu la seconda del torneo e fu vinta dall'Estonia, giunta al suo primo titolo.

## Formula
Il torneo fu disputato su un girone con gare di sola andata giocate tutte a Riga, nel medesimo stadio, nel giro di tre giorni: erano assegnati due punti alla vittoria, uno al pareggio e zero alla sconfitta.

## Classifica finale
| Pos. | Squadra  | Pt | G | V | N | P | GF | GS | DR |
| ---- | -------- | -- | - | - | - | - | -- | -- | -- |
| 1.   | Estonia  | 3  | 2 | 1 | 1 | 0 | 7  | 4  | +3 |
| 2.   | Lettonia | 3  | 2 | 1 | 1 | 0 | 5  | 3  | +2 |
| 3.   | Lituania | 0  | 2 | 0 | 0 | 2 | 3  | 8  | -5 |

## Risultati
| Arbitro: | Peter Joseph Bauwens |

|                     |           |                        |
| Plade 51’, 68’, 86’ | Marcatori | 89’ (rig.) Chmelevskis |

| Arbitro: | Peter Joseph Bauwens |

|                        |           |                            |
| Priede 29’ Pavlovs 63’ | Marcatori | 9’ Einman 63’ Ellman-Eelma |

| Arbitro: | Peter Joseph Bauwens |

|                                                  |           |                                |
| Einman 16’, 75’ Pihlak 32’ Ellman-Eelma 75’, 85’ | Marcatori | 26’ Chmelevskis 35’ Rutkauskas |